# Silvestriellus schlingeri
Silvestriellus schlingeri är en tvåvingeart som beskrevs av Coscaron och Philip 1979. Silvestriellus schlingeri ingår i släktet Silvestriellus och familjen bromsar. Inga underarter finns listade i Catalogue of Life.